# Huo Yuanjia
Huo Yuanjia, in cinese: 霍元甲 (nome di cortesia: Junqing, in cinese: 俊卿; Jinghaixian, 18 gennaio 1868 – Shanghai, 14 settembre 1910), è stato un insegnante cinese di arti marziali, divenuto famoso per i suoi combattimenti con stranieri e per il suo ruolo di direzione della Jingwu Tiyu Hui (精武体育会). Importantissima l’adesione agli ideali nazionalistici di Sun Yat-sen. Il suo nome e la sua storia sono spesso citati nei film di arti marziali.

## Biografia
Huo Yuanjia nasce tra il 1867 ed il 1869 a Xiaonan hecun (小南河村) nella contea Jinghaixian (静海县) in Hebei.
È il secondo dei tre figli di Huo Endi: Huo Yuanqing (保镖); Huo Yuanjia (霍元甲); Huo Yuandong (霍元栋).
Si racconta che Huo Yuanjia fosse cagionevole di salute e perciò gli venissero interdetti gli allenamenti collettivi. Per questo pare spiasse gli esercizi eseguiti dai suoi fratelli. Il padre, Huo Endi, indirizzò il figlio a studi civili e ciò fece sì che Yuanjia divenne noto per la sua umiltà e per la sua capacità di giudizio.
Nel 1896, dopo un impoverimento delle campagne, Huo Yuanjia si trasferì a Tianjin dove lavorò come facchino presso la farmacia Huaiqing di Nong Jinsun (农劲荪), un ricco commerciante che amava attorniarsi di uomini abili nelle arti marziali e nelle prove di forza.
Nel 1898 Yuanjia divenne amico e fratello marziale (Xiongdi) di Wang Zibin (王子斌, conosciuto come Dadao Wang Wu 大刀王五) che si era rifugiato a Tianjin. Qualche anno più tardi Wang Wu si unì alla Rivolta dei Boxer e venne decapitato nella capitale Pechino. Huo Yuanjia si recò lì a recuperare il capo dell'amico.
Nel 1901 Huo Yuanjia rispose ad una sfida lanciata da un lottatore russo che insultava i cinesi definendoli “uomini malati dell'Asia” e si dichiarava l'uomo più forte del mondo. Huo lo affrontò al parco Xiyuan (戏园) di Tianjin e lo sconfisse.
Nel 1909 Yuanjia, accompagnato dai suoi allievi Liu Zhensheng (刘振声) e Zhang Wenda (張文達), andò a Shanghai per accettare una sfida aperta lanciata da un pugile inglese chiamato Hercules O'Brien (Aopiyin 奥皮音). Dopo essere stato battuto da Yuanjia, di O'Brien non si seppe più nulla.
Il primo giorno del sesto mese del 1910 sotto l'egida di Nong Jinsun (农劲荪), venne fondata la Zhongguo Jingwu Ticao Hui (中国精武体操会) che in seguito venne chiamata Jingwu Tiyu Hui (精武体育会).
Nello stesso anno Huo si confrontò in combattimento con un giapponese praticante di Jūdō che sconfisse regolarmente. Durante il banchetto seguito al combattimento Huo Yuanjia stette male e qualche giorno dopo morì.

## Huoshi mizongquan (霍氏迷踪拳)
Huo Yuanjia praticava un ramo dello stile Mizongquan tramandato in seno alla sua famiglia e per questo motivo chiamato Huoshi Mizongquan (霍氏迷踪拳 Mizongquan della famiglia Huo) o Huojiapai (霍家派, scuola della famiglia Huo). Questo stile gli fu insegnato dal padre, Huo Endi (霍恩第). La famiglia Huo aveva un servizio di scorta (Baobiao (保镖)) e le arti marziali servivano proprio nel quadro di questa attività.
Questo stile familiare è pressoché identico al Mizongquan Chen Shan Pai (陈善派) ed ha come principali Taolu a mano nuda: Lianshouquan (练手拳) e Huoshi Lianquan (霍氏连拳), ecc.

## Morte misteriosa
Molti studenti di Huo Yuanjia, incluso lo storico Chen Gongzhe (陳公哲 1890-1961) credono e scrivono che egli sia stato avvelenato dal dottore giapponese Akino (精武50年武術發展史, '50 Years History of Wu Shu Development at Jing Wu', pubblicato nel 1957). Huo venne accettato all'Ospedale Shanghai Red Cross e morì 2 settimane dopo. Zhang Wenda e Chen Gongzhe presero la medicina e la fecero esaminare al Shanghai Public Concession Hospital, controllo che confermò che la medicina conteneva arsenico. Nel 1989 la tomba di Huo Yuanjia e di sua moglie venne trasferita e nelle ossa del maestro il Laboratorio della Polizia Municipale di Tianjin ha trovato tracce di arsenico. Bisogna però sottolineare che frequentemente l'arsenico è utilizzato come componente delle medicine tradizionali.

## Cinema e televisione
- Jingwumen (精武门), titolo originale del film del 1972, con Bruce Lee, noto in lingua italiana come Dalla Cina con furore, nel quale la storia segue l'ipotesi di avvelenamento da parte di una scuola rivale giapponese.
- Nel 1981 ad Hong Kong viene realizzato il telefilm Daxia Huo Yuanjia (大侠霍元甲). Diretto da Xu Xiaoming (徐小明), il ruolo di Huo Yuanjia era interpretato da Huang Yuanshen (黄元申), quello di Chen Zhen (陈真, stesso nome del personaggio interpretato da Bruce Lee in Dalla Cina con furore) da Liang Xiaolong (梁小龙), quello di Zhao Qiannan (赵倩男, immancabile personaggio femminile) da Mi Xue (米雪).
- Un libro dal titolo Huo Yuanjia Chen Zhenchuan (霍元甲 陈真传) scritto da Zhang Shen (张深) è stato pubblicato nel 1984 dalla Shandong wenyi chubanshe.
- Nel 1986 e nel 1997 il governo della municipalità di Tianjin ha restaurato la residenza ufficiale di Huo Yuanjia.
- Nel 2005 la Shaanxi shifan daxue chubanshe ha pubblicato un fumetto dal titolo “Huo Yuanjia”, disegnato da Han Tong, ISBN 7-5613-3253-X
- Nel 2006, un film dal titolo Huo Yuanjia (霍元甲), interpretato da Jet Li, è arrivato nelle sale italiane con il titolo inglese di Fearless. La rivisitazione molto libera e storicamente inesatta della vita di Huo Yuanjia ha spinto la sua famiglia a intentare causa contro i produttori e i distributori del film, richiedendo il ritiro dell'opera e pubbliche scuse perché considerata altamente lesiva dell'immagine del proprio parente[2]. La corte ha in seguito giudicato le accuse inconsistenti[3].
- Nel 2007 a Taiwan è stato prodotto un video musicale per MTV dal titolo Huo Yuanjia, interpretato da Jay Chow.
- Nel 2008 è stata prodotta una serie televisiva di 42 episodi, dal titolo Huo Yuanjia, incentrata sulla vita del maestro.